# Koba Cakadze
Koba Wardenowicz Cakadze (ros. Коба Варденович Цакадзе, gruz. კობა წაქაძე, ur. 19 sierpnia 1934 w Bakuriani) – gruziński skoczek narciarski reprezentujący Związek Radziecki. Czterokrotny olimpijczyk (1956, 1960, 1964 i 1972), czterokrotny uczestnik mistrzostw świata w narciarstwie klasycznym (1958, 1962, 1966 i 1970), raz brał udział w mistrzostwach świata w lotach narciarskich (1973). Wielokrotny medalista mistrzostw Związku Radzieckiego, rekordzista Gruzji w długości skoku narciarskiego mężczyzn.
Jego syn, Kachaber Cakadze, również był skoczkiem narciarskim, trzykrotnie startował na zimowych igrzyskach olimpijskich jako reprezentant Gruzji.

## Życiorys
31 grudnia 1955 w Oberstdorfie zadebiutował w Turnieju Czterech Skoczni, zajmując 14. miejsce. 5 dni później w Innsbrucku wygrał trzecie zawody Turnieju Czterech Skoczni 1955/56. Czterokrotny uczestnik igrzysk olimpijskich (Cortina d’Ampezzo 1956 – 30. miejsce, Squaw Valley 1960 – 9. lokata, Innsbruck 1964 – 27. miejsce, Sapporo 1972 – 9. miejsce na skoczni 70-metrowej, 35. miejsce na 90-metrowej). Sześciokrotny (1953, 1956, 1960, 1962, 1969, 1972) mistrz Związku Radzieckiego, mistrz Spartakiady Narodów ZSRR w 1962, trzykrotnie (1968, 1970, 1972) zdobył Puchar Związku Radzieckiego.
Jego rekord życiowy wynosił 142 metry – ustanowił go 10 lutego 1967 na Vikersundbakken w Vikersund podczas zawodów Tygodnia Lotów Narciarskich. Rezultat ten uznawany jest za rekord Gruzji w długości skoku narciarskiego mężczyzn.

## Zimowe igrzyska olimpijskie

### Indywidualnie
| 1956 Cortina d’Ampezzo | – | 30. miejsce                                                 |
| 1960 Squaw Valley      | – | 9. miejsce                                                  |
| 1964 Innsbruck         | – | 27. miejsce                                                 |
| 1972 Sapporo           | – | 9. miejsce (skocznia normalna), 35. miejsce (skocznia duża) |

## Mistrzostwa świata

### Indywidualnie
| 1958 Lahti               | – | 46. miejsce                                                  |
| 1962 Zakopane            | – | 5. miejsce (skocznia normalna), 13. miejsce (skocznia duża)  |
| 1966 Oslo                | – | 6. miejsce (skocznia normalna)                               |
| 1970 Szczyrbskie Jezioro | – | 22. miejsce (skocznia normalna), 22. miejsce (skocznia duża) |

## Mistrzostwa świata w lotach narciarskich

### Indywidualnie
| 1973 Oberstdorf | – | 25. miejsce |